# Bart De Wever
Bart Albert Liliane De Wever (født 21. december 1970) er en belgisk politiker. Han har siden 2004 været formand for Nieuw-Vlaamse Alliantie (N-VA), et flamsk centrum-højreparti som arbejder for en fredelig opløsning af Belgien. I første omgang ønsker partiet dog at den belgiske føderale stat bliver til en konføderation med mere selvstyre for de to regioner, Flandern og Vallonien.
Bart De Wever er desuden medlem af det flamske parlament. Han spillede en vigtig rolle i den belgiske regeringsdannelse efter valget i 2007 og ledede sit parti til sejr ved det føderale valg i 2010, hvor N-VA blev det største parti i såvel Flandern som hele Belgien.
Efter kommunalvalget i 2012 overtog han i januar 2013 borgmesterposten i Antwerpen.